# Кубок европейских чемпионов по волейболу среди женщин 1994/1995
35-й розыгрыш Кубка европейских чемпионов по волейболу среди женщин проходил с 5 ноября 1994 по 12 марта 1995 года с участием 30 клубных команд стран-членов Европейской конфедерации волейбола (ЕКВ). Финальный этап был проведён в Бари (Италия). Победителем турнира в 8-й раз в своей истории  и во 2-й раз подряд стала российская команда «Уралочка» (Екатеринбург).

## Команды-участницы
| Страна               | Команда                         |                                   |
| -------------------- | ------------------------------- | --------------------------------- |
| Австрия              | «Пост» (Вена)                   | Чемпион Австрии 1994              |
| Албания              | «Тирана» (Тирана)               | Чемпион Албании 1994              |
| Белоруссия           | «Амкодор» (Минск)               | Чемпион Белоруссии 1994           |
| Бельгия              | «Датовок» (Тонгерен)            | Чемпион Бельгии 1994              |
| Босния и Герцеговина | «Единство» (Тузла)              | Чемпион Боснии и Герцеговины 1994 |
| Венгрия              | «Кордакс-Эгер» (Эгер)           | Чемпион Венгрии 1994              |
| Германия             | КЮД (Берлин)                    | Чемпион Германии 1994             |
| Греция               | «Ионикос» (Неа-Филаделфия)      | Чемпион Греции 1994               |
| Дания                | «Хольте» (Хольте)               | Чемпион Дании 1994                |
| Израиль              | «Хапоэль» (Мате-Ашер)           | Чемпион Израиля 1994              |
| Испания              | «Мурсия» (Мурсия)               | Чемпион Испании 1994              |
| Италия               | «Латте Руджада» (Матера)        | Чемпион Италии 1994               |
| Кипр                 | АЭЛ (Лимасол)                   | Чемпион Кипра 1994                |
| Латвия               | «Кимикис» (Даугавпилс)          | Чемпион Латвии 1994               |
| Люксембург           | «Мамер» (Мамер)                 | Чемпион Люксембурга 1994          |
| Македония            | «Македония» (Струмица)          | Чемпион Македонии 1994            |
| Нидерланды           | «Волко» (Оммен)                 | Чемпион Нидерландов 1994          |
| Норвегия             | «Колл» (Осло)                   | Чемпион Норвегии 1994             |
| Польша               | «Комфорт» (Полице)              | Чемпион Польши 1994               |
| Португалия           | «Каштелу да Мая» (Мая)          | Чемпион Португалии 1994           |
| Россия               | «Уралочка» (Екатеринбург)       | Чемпион России 1994               |
| Румыния              | «Рапид» (Бухарест)              | Чемпион Румынии 1994              |
| Словакия             | «Славия» (Братислава)           | Чемпион Словакии 1994             |
| Словения             | «Савиньска Мозирье» (Целе)      | Чемпион Словении 1994             |
| Турция               | «Эджзаджибаши» (Стамбул)        | Чемпион Турции 1994               |
| Украина              | «Искра» (Луганск)               | Чемпион Украины 1994              |
| Финляндия            | «Васама» (Вааса)                | Чемпион Финляндии 1994            |
| Франция              | «Рьом-Овернь» (Рьом-эс-Монтань) | Чемпион Франции 1994              |
| Хорватия             | «Младост» (Загреб)              | Чемпион Хорватии 1994             |
| Чехия                | «Оломоуц» (Оломоуц)             | Чемпион Чехии 1994                |
| Швейцария            | БТВ (Люцерн)                    | Чемпион Швейцарии 1994            |

## Система проведения розыгрыша
В турнире принимали участие чемпионы 30 стран-членов ЕКВ. Соревнования состояли из квалификации (два раунда), 1/8 и 1/4 финалов плей-офф и финального этапа. Напрямую в 1/8 финала получили возможность заявить своих представителей страны, команды которых в предыдущем розыгрыше выступали в четвертьфинальной стадии (Венгрия, Испания, Италия, Россия, Украина, Франция, Хорватия, Чехия). Остальные участники 1/8 плей-офф определялись в ходе квалификации.
Финальный этап проводился в формате «финала четырёх» — полуфинал и два финала (за 3-е и 1-е места).

## Квалификация

### 1-й раунд
5—13.11.1994
 «Датовок» (Тонгерен) —  «Каштелу да Мая» (Мая)
5 ноября. 3:0 (15:4, 15:12, 15:7).
6 ноября. 3:0 (15:12, 15:2, 15:7).
 «Славия» (Братислава) —  «Васама» (Вааса)
5 ноября. 3:0 (15:7, 15:5, 15:10).
12 ноября. 0:3 (5:15, 8:15, 12:15). Общий счёт игровых очков по сумме двух матчей 70:67.
 «Волко» (Оммен) —  БТВ (Люцерн)
5 ноября. 1:3 (13:15, 15:1, 6:15, 5:15).
12 ноября. 0:3 (7:15, 7:15, 9:15).
 «Тирана» —  «Македония» (Струмица)
5 ноября. 3:0 (15:7, 15:1, 15:8).
12 ноября. 1:3 (15:17, 13:15, 15:6, 10:15).
 «Хапоэль» (Мате Ашер) —  «Рапид» (Бухарест)
5 ноября. 3:1 (2:15, 15:11, 15:7, 15:8).
12 ноября. 0:3 (2:15, 5:15, 7:15).
 «Колл» (Осло) —  «Пост» (Вена)
5 ноября. 0:3 (11:15, 6:15, 11:15).
12 ноября. 0:3 (3:15, 6:15, 7:15).
 «Единство» (Тузла) —  «Ионикос» (Неа-Филаделфия)
12 ноября. 0:3 (2:15, 0:15, 0:15).
13 ноября. 0:3 (2:15, 2:15, 3:15).

### 2-й раунд
3—11.12.1994
 «Комфорт» (Полице) —  «Мамер» 
3 декабря. 3:0 (15:2, 15:3, 15:3).
10 декабря. 3:0 (15:2, 15:0, 15:3).
 «Эджзаджибаши» (Стамбул) —  «Пост» (Вена)
3 декабря. 3:1 (15:8, 15:6, 10:15, 15:13).
10 декабря. 0:3 (8:15, 7:15, 4:15).
 «Славия» (Братислава) —  «Хольте» 
3 декабря. 3:0 (15:5, 15:12, 15:12).
10 декабря. 3:1 (11:15, 15:8, 15:11, 15:7).
 «Кимикис» (Даугавпилс) —  «Ионикос» (Неа-Филаделфия)
3 декабря. 3:0 (15:7, 15:7, 15:6).
11 декабря. 1:3 (15:8, 7:15, 8:15, 12:15).
 КЮД (Берлин) —  «Датовок» (Тонгерен)
4 декабря. 3:0 (15:12, 15:4, 15:4).
11 декабря. 3:0 (15:5, 16:14, 15:5).
 «Рапид» (Бухарест) —  АЭЛ (Лимасол)
8 декабря. 3:0 (15:3, 15:2, 15:4).
10 декабря. 3:0 (15:8, 15:11, 15:10).
 БТВ (Люцерн) —  «Амкодор» (Минск)
10 декабря. 3:0 (15:13, 15:7, 15:3).
11 декабря. 3:1 (15:8, 15:7, 13:15, 15:11).
 «Савиньска Мозирье» (Целе) —  «Тирана»
Отказ «Савиньска Мозирье»

## 1/8 финала
10—19.01.1995
 «Комфорт» (Полице) —  «Уралочка» (Екатеринбург)
10 января. 0:3 (9:15, 3:15, 3:15).
11 января. 3:1 (11:15, 15:13, 15:13, 15:13). Оба матча в Полице.
 «Кимикис» (Даугавпилс) —  «Искра» (Луганск)
10 января. 0:3 (7:15, 2:15, 2:15).
19 января. 0:3 (12:15, 12:15, 14:16).
 «Пост» (Вена) —  «Кордакс-Эгер» (Эгер)
11 января. 3:1 (15:6, 9:15, 15:7, 15:13).
18 января. 0:3 (9:15, 13:15, 10:15).
 «Мурсия» —  «Славия» (Братислава)
11 января. 3:0 (15:13, 15:9, 15:7).
18 января. 3:1 (15:3, 15:10, 8:15, 15:9).
 БТВ (Люцерн) —  «Оломоуц»
11 января. 1:3 (15:6, 11:15, 4:15, 5:15).
18 января. 0:3 (7:15, 6:15, 9:15).
 «Рьом-Овернь» (Рьом-эс-Монтань) —  «Рапид» (Бухарест)
11 января. 3:1 (10:15, 15:13, 15:8, 15:5).
18 января. 1:3 (3:15, 15:12, 5:15, 8:15). Общий счёт игровых очков по сумме двух матчей 86:98.
 КЮД (Берлин) —  «Младост» (Загреб)
17 января. 3:0 (15:2, 15:4, 15:3).
18 января. 3:0 (15:10, 15:11, 15:9). Оба матча в Берлине.
 «Латте Руджада» (Матера) —  «Тирана» 
17 января. 3:0 (15:0, 15:1, 15:7).
18 января. 3:0 (15:3, 15:5, 15:5). Оба матча в Матере.

## Четвертьфинал
6—16.02.1995
 «Кордакс-Эгер» (Эгер) —  «Уралочка» (Екатеринбург)
6 февраля. 0:3 (8:15, 11:15, 11:15).
7 февраля. 0:3 (4:15, 9:15, 10:15). Оба матча в Эгере.
 КЮД (Берлин) —  «Мурсия»
8 февраля. 3:1 (2:15, 15:11, 15:4, 15:9).
15 февраля. 0:3 (13:15, 7:15, 4:15).
 «Искра» (Луганск) —  «Оломоуц» 
8 февраля. 3:0 (15:7, 15:5, 15:8).
16 февраля. 2:3 (15:5, 15:13, 13:15, 10:15, 11:15).
 «Латте Руджада» (Матера) —  «Рапид» (Бухарест)
15 февраля. 3:1 (8:15, 15:5, 15:9, 16:14).
16 февраля. 3:0 (15:8, 15:2, 15:7). Оба матча в Матере.

## Финал четырёх
11—12 марта 1995.  Бари.
Участники:
 «Уралочка» (Екатеринбург) 

 «Искра» (Луганск) 

 «Латте Руджада» (Матера)

 «Мурсия» (Мурсия)

### Полуфинал
11 марта
 «Мурсия» —  «Искра»
3:0 (15:13, 15:9, 15:6)
 «Уралочка» —  «Латте Руджада»
3:1 (4:15, 16:14, 15:8, 15:6)

### Матч за 3-е место
12 марта
 «Искра» —  «Латте Руджада»
3:0 (15:11, 15:8, 15:8)

### Финал
12 марта
 «Уралочка» —  «Мурсия»
3:0 (15:11, 15:12, 15:7)

### Итоги

#### Положение команд
| «Уралочка» (Екатеринбург)   |
| «Мурсия» (Мурсия)           |
| «Искра» (Луганск)           |
| 4. «Латте Руджада» (Матера) |

#### Призёры
«Уралочка» (Екатеринбург): Татьяна Грачёва, Елизавета Тищенко, Елена Година, Елена Батухтина, Наталья Морозова, Евгения Артамонова, Татьяна Меньшова, Ирина Уютова, Мария Лихтенштейн, Юлия Тимонова. Тренер — Николай Карполь.
  «Мурсия» (Мурсия): Марина Панкова, Юлия Хамитова, Божена Валох, Марта Генс-и-Барбера, Анхелика Гомес Родригес, … Тренер — Вадим Панков. 
  «Искра» (Луганск): Елена Сидоренко, Александра Фомина, Татьяна Иванюшкина, Наталья Боженова, Мария Полякова, Регина Милосердова, Ольга Павлова, Юлия Буева, Елена Назаренко, Алла Кравец. Тренер — Гарий Егиазаров.